# Люди, пов'язані із Санкт-Петербургом

Герб Санкт-Петербурга

Відомі за межами Санкт-Петербургу особи, які народились або тривалий час жили та працювали в місті:

## А
- Авілов Михайло Іванович (1882—1954) — російський радянський художник-баталіст, народний художник РРФСР
- Аврорін Євген Миколайович (нар. 1932) — російський радянський вчений, фізик-теоретик герой Соціалістичної Праці
- Айвазовський Іван Костянтинович (1817—1900) — художник-мариніст
- Албул Анатолій Михайлович (1936—2013) — радянський борець вільного стилю, бронзовий призер Олімпійських ігор
- Альтман Натан Ісайович (1888—1970) — художник доби СРСР
- Аннєнков Юрій Павлович (1889—1974) — російський художник-графік
- Анікушин Михайло Костянтинович (1917—1997) — скульптор доби СРСР
- Антокольський Марко Матвійович (1843—1902) — російський скульптор доби капіталізму
- Антропов Олексій Петрович (1716—1795) — художник доби бароко
- Апухтін Олексій Миколайович (1840—1893) — поет
- Анна Ахматова (1889—1966) — поет
- Ауслендер Олександр Абрамович (1886—1943) — письменник

## Б
- Баженов Василь Іванович (1737—1799) — архітектор доби класицизму
- Леон Бакст (1866—1924) — російський художник
- Безбородько Олександр Андрійович (1747—1799) — міністр, дипломат
- Беклемішев Володимир Олександрович (1861—1920) — скульптор
- Бендерський Владислав Михайлович (1957—2010) — актор, продюсер
- Бенуа Олександр Миколайович (1870—1960) — художник, мистецтвознавець, сценограф
- Берггольц Ольга Федорівна (1910—1975) — радянський поет, публіцист, мемуарист
- Берхгольц Фрідріх-Вільгельм (1699—1765) — камер-юнкер, мемуарист, мандрівник, колекціонер, (залишив опис Петербурга доби Петра І)
- Бехтерєв Володимир Михайлович (1857—1827) — науковець, невропатолог, психіатр і психолог
- Бєлінський Віссаріон Григорович (1811—1848) — літературний критик
- Білібін Іван Якович (1876—1942) — російський художник
- Блок Олександр Олександрович (1880—1921) — поет
- Бове Йосип Іванович (1784—1834) — російський архітектор
- Богаєвський Костянтин Федорович (1872—1943) — художник
- Боровиковський Володимир Лукич (1757—1825) — художник
- Бородін Олександр Порфирович (1833—1887) — російський композитор і вчений-хімік
- Ботвинник Михайло Мойсейович (1911—1995) — радянський шахіст
- Боткін Сергій Петрович (1832—1889) — науковець, лікар
- Петер фон Брадке (1853—1897) — німецький мовознавець, фахівець в галузі санскритології
- Брадтман Едуард-Фердинанд Петрович (1856—1926) — київський міський архітектор
- Вінченцо Бренна (1745—1820) — архітектор доби класицизму
- Брікнер Олександр Густавович (1834—1896) — історик
- Бродський Йосип Олександрович (1940—1996) — поет, нобелівський лауреат з літератури
- Брюллов Карл Павлович (1799—1852) — російський художник, професор Петербурзької академії мистецтв
- Деніс Брокет (пом. 1734) — садівник, ландшафтний архітектор
- Брюллов Карл Павлович (1799—1852) — художник
- Яків Брюс (1669—1735) — науковець, російський державний діяч, військовий, інженер і фортифікатор
- Брянцев Олександр Олександрович (1883—1961) — актор, засновник театру для дітей та юнацтва, театральний теоретик
- Бубнова Галина Єгорівна (1951) — художник театру, заслужений діяч мистецтв України (1995)

## В
- Вавілов Володимир Федорович (1925—1973) — музикант, гітарист, лютнист, композитор
- Вавилов Микола Іванович (1887—1943) — науковець, генетик, засновник банку диких рослин світу
- Ваганова Агріппіна Яківна (1879—1951) — балерина, викладач, балетмейстер
- Джузеппе Валеріані (1708?–1751) — художник, сценограф
- Валлєн де Ламот (1729—1800) — архітектор доби класицизму
- Варганова Світлана Анатоліївна (нар. 1964) — радянська плавчиня, олімпійська медалістка
- Васильєв Федір Олександрович (1850—1783) — художник
- Васютинський Антон Федорович (1858—1935) — медальєр
- Венеціанов Олексій Гаврилович (1780—1847) — художник
- Верейський Георгій Семенович (1886—1962) — художник-графік
- Поліна Віардо-Гарсіа (1821—1910) — французька співачка, педагог та композитор
- Вишневська Галина Павлівна (1926—2012) — оперна співачка, викладач
- Вишняков Іван Якович (1699—1761) — художник
- Вороніхін Андрій Никифорович (1759—1814) — архітектор доби класицизму
- Воронцова-Дашкова Катерина Романівна (1743—1810) — державний діяч, президент двох академій
- Вотяків Михайло Гаврилович (1872–?) — полковник Армії УНР
- Врангель Микола Миколайович (1880—1915) — музеєзнавець, артділер, мистецтвознавець
- Врубель Михайло Олександрович (1856—1910) — художник

## Г
- Гаврічков Олексій Олексійович (1937—2003) — художник-графік, архітектор
- Галкін Володимир Ісидорович (1880—1931) — генерал-хорунжий Армії УНР
- Гартман Віктор Олександрович (1834—1873) — російський архітектор, художник й орнаментист
- Герасимів Микола Сергійович (1896–?) — підполковник Армії УНР
- Герасимов Михайло Михайлович (1907—1970) — російський антрополог, історик-археолог та скульптор
- Гербель Микола Федорович (1688—1724) — архітектор доби бароко
- Герман Михайло Юрійович (нар. 1933) — мистецтвознавець, письменник, головний науковий співробітник Держ. Російського музею
- Герман Олексей Юрійович (нар. 1938) — кінорежисер, сценарист, актор, продюсер, народний артист Росії (1994)
- Герман Юрій Павлович (1910—1967) — радянський письменник, драматург, кіносценарист, лауреат Сталінської премії другої степені (1948)
- Гессен Олександр Ернестович (1917—2000) — науковець, архітектор-реставратор
- Герцен Олександр Іванович (1812—1870) — письменник
- Аніш Гірі (нар. 1994) — нідерландський шахіст, гросмейстер
- Саша Гітрі (1885—1957) — французький актор, режисер, драматург, сценарист
- Глазунов Олександр Костянтинович (1865—1936) — російський композитор, диригент і педагог
- Глінка Михайло Іванович (1804—1857) — композитор
- Гнедич Миколай Іванович (1784—1833) — поет, перекладач
- Гоголь Микола Васильович (1809—1852) — російський та український прозаїк, драматург, поет, історик, фольклорист
- Голіцин Борис Борисович (1862—1916) — російський фізик і геофізик
- Голіцин Микола Борисович (1794—1866) — російський князь, офіцер
- Голіцин Юрій Миколайович (1823—1872) — князь, російський хоровий диригент, композитор
- Головін Олександр Якович (1863—1930) — художник, сценограф
- П'єтро Гонзага (1751—1831) — архітектор і сценограф доби класицизму
- Гончаров Іван Олександрович (1812—1891) — письменник
- Гребенщиков Борис Борисович (нар. 1953) — радянський і російський поет і музикант
- Гречко Георгій Михайлович (нар. 1931) — радянський космонавт, двічі Герой Радянського Союзу
- Грибоєдов Олександр Сергійович (1795—1829) — дипломат, поет
- Григор'єв Борис Дмитрович (1886—1939) — художник
- Григоров Михайло Михайлович (1879—1928) — старшина Дієвої армії УНР
- Грузенберг Сергій Миколайович (1888—1925) — архітектор, художник-графік
- Гумільов Лев Миколайович (1912—1992) — географ, тюрколог і історик-етнолог, доктор історичних і географічних наук
- Гумільов Микола Степанович (1886—1921) — російський поет
- Герман Гуммерус (1877—1948) — фінський політик, дипломат
- Гур'янов Георгій Костянтинович (1961—2013) — радянський та російський художник та музикант, колишній член рок-гурту «Кіно»
- Густавсон Гаврило Гаврилович (1843—1908) — російський хімік-органік

## Д
- Двинятін Федір Микитович (нар. 1968) — викладач Петербурзького університету, кандидат філологічних наук, гравець телегри «Що? Де? Коли?»
- Денисов Ігор Володимирович (нар. 1984) — футболіст
- Дені Дідро (1713—1784) — письменник, енциклопедист
- Державін Гаврило Романович (1743—1816) — поет, державний діяч
- Дитятін Іван Іванович (1847—1892) — український вчений-правознавець
- Дитятін Олександр Миколайович (нар. 1957) — радянський гімнаст, триразовий олімпійський чемпіон
- Дідло Карл Людовик (1767—1837) — балетмейстер
- Дітеріхс Михайло Костянтинович (1874—1937) — російський воєначальник і громадський діяч
- Дмитрієв Ігор Борисович (1927—2008) — російський актор
- Добужинський Мстислав Валеріанович (1875—1957) — художник
- Достоєвський Федір Михайлович (1821—1881) — письменник
- Дубровський Петро Петрович (1754—1816) — колекціонер, бібліофіл, секретар російської дипломатичної місії у Парижі, бібліотекар Імператорської Публічної бібліотеки у 1805—1812 рр.
- Дуров Павло Валерійович (нар. 1984) — російський програміст, один із творців і колишній генеральний директор соціальної мережі «ВКонтакті»
- Дьяконов Ігор Михайлович (1915—1999) — російський радянський сходознавець, історик Стародавнього Сходу, лінгвіст, перекладач
- Дягілєв Сергій Павлович (1872—1929) — театральний менеджер, антрепренер

## Ж
- Железняков Олександр Борисович (нар. 1957) — російський фахівець в області створення ракетно-космічної техніки, письменник, журналіст
- Жемчужников Володимир Михайлович (1830—1884) — російський поет українського походження
- Жданов Сергій Сергійович (1907—1968) — український радянський композитор
- Жжонов Георгій Степанович (1915—2005) — радянський і російський актор театру і кіно, народний артист СРСР
- Житльонок Дмитро Михайлович (нар. 1957) — український гірничий інженер
- Жуков Михайло Сергійович (нар. 1985) — російський хокеїст
- Жуковський Олександр Васильович (1890—1957) — професор, доктор біологічних наук
- Жуковський Василь Андрійович (1783—1852) — літератор, викладач, перекладач

## З
- Зарудний Іван Петрович (1670(?)–1727) — скульптор, виконроб-будівничий
- Захаров Андреян Дмитрович (1761—1811) — архітектор доби класицизму
- Земцов Михайло Григорович (1684—1743) — садівник, архітектор доби бароко
- Зубов Олексій Федорович (1682—1751) — гравер
- Знамеровська Тетяна Петрівна (1912—1977) — радянський мистецтвознавець, викладач

## Е
- Ейхельман Отто Оттович (1854—1943) — український громадсько-політичний і державний діяч, вчений-правознавець, професор Київського університету
- Ейхенвальд Олександр Олександрович (1863—1944) — російський фізик, академік УАН
- Едуард Елльман-Еелма (1902—1941) — естонський футболіст
- Ентеліс Наталія Семенівна (нар. 1956) — російська художниця

## Є
- Єжов Микола Іванович (1895—1940) — генеральний комісар держбезпеки, нарком внутрішніх справ СРСР (1936—1938 рр)
- Єлизавета Петрівна (1709—1761) — російська імператриця
- Єлисеєв Сергій Григорович (1889—1975) — французький науковець японіст, мистецтвознавець, росіянин за походженням
- Ерте (1892—1990) — французький художник і дизайнер російського походження
- Єсенін Сергій Олександрович (1895—1925) — поет
- Єсипова Анна Миколаївна (1851—1914) — російська піаністка і музичний педагог
- Єфремов Іван Антонович (1908—1972) — російський фантаст, письменник, науковець, енциклопедист, мандрівник,археолог, палеонтолог

## І
- Іван VI (1740—1764) — російський імператор (1740—1741)
- Іванов Андрій Олександрович (нар. 1981) — хокеїст
- Іванов Олександр Андрійович (1806—1858) — художник
- Іванов Сергій Борисович (нар. 1953) — російський політик, міністр оборони Росії (2001—2007)
- Ігнатьєв Микола Павлович (1832—1908) — граф, російський генерал від інфантерії
- Ілларіонов Андрій Миколайович (нар. 1961) — російський економіст
- Ісачов Олександр Анатолійович (1955—1987) — художник

## К
- Кабалевський Дмитро Борисович (1904—1987) — радянський композитор, педагог, громадський діяч
- Кавелін Костянтин Дмитрович (1818—1885) — російський історик, правознавець, публіцист
- Кадочников Павло Петрович (1915—1988) — російський актор, народний артист СРСР
- Джакомо Казанова (1725—1798) — італійський авантюрист, мандрівник і письменник
- Калугін Олег Данилович (нар. 1934) — колишній генерал-майор КДБ
- Чарльз Камерон (1743(?)-1812) — архітектор доби класицизму
- Георг Кантор (1845—1918) — німецький математик
- Канторович Леонід Віталійович (1912—1986) — російський економіст
- Капиця Петро Леонідович (1894—1984) — фізик, лауреат Нобелівської премії (1978)
- Луї Каравак (1684—1752) — російський художник першої половини 18 ст., француз за походженням
- Каразін Василь Назарович (1773—1842) — науковець, реформатор, засновник університету в місті Харків
- Карасьов Сергій Васильович (нар. 1993) — російський баскетболіст, олімпійський медаліст
- Каспарян Юрій Дмитрович (нар. 1963) — радянський та російський гітарист
- Катерина ІІ (1729—1796) — російська імператриця (1762—1796) дому Романових
- Джакомо Кваренгі (1744—1817) — архітектор доби класицизму
- Ліля Кедрова (1918—2000) — французька актриса російського походження, володарка премії «Оскар»
- Кеппен Володимир Петрович (1846—1940) — метеоролог і кліматолог
- Кирил (1946) — Патріарх Московський і всієї Русі, предстоятель Російської православної церкви
- Кіпренський Орест Адамович (1782—1836) — російській та італійський художник, представник романтизму
- Борис Кіт (нар. 1910) — математик, фізик, конструктор ракетної техніки
- Лео фон Кленце (1784—1864) — німецький архітектор доби капіталізму
- Козловський Михайло Іванович (1752—1802) — скульптор доби класицизму
- Козирєв Микола Олександрович (1908—1983) — радянський астроном-астрофізик
- Кокорінов Олександр Філіпович (1726—1772) — архітектор доби класицизму
- Коллонтай Олександра Михайлівна (1872—1952) — політичний діяч РРФСР та СРСР
- Колчак Олександр Васильович (1874—1920) — російський військовий і державний діяч, адмірал, полярний дослідник і вчений-океанограф
- Комаров Володимир Леонтійович (1869—1945) — російський та радянський ботанік, географ, мандрівник, систематик біологічних таксонів, академік
- Комісова Віра Яківна (нар. 1953) — радянська легкоатлетка, олімпійська чемпіонка
- Коміссаржевська Віра Федорівна (1864—1910) — актриса
- Кон Ігор Семенович (1928—2011) — радянський і російський соціолог, антрополог, філософ
- Коньонков Сергій Тимофійович (1874—1971) — скульптор
- Коробов Іван Кузьмич (1700?-1747) — архітектор доби бароко
- Корчний Віктор Львович (нар. 1931) — радянський та швейцарський шахіст, гросмейстер
- Косигін Олексій Миколайович (1904—1980) — радянський державний і партійний діяч, голова радянського уряду протягом 16 років
- Котельников Гліб Євгенович (1872—1944) — винахідник авіаційного ранцевого парашута
- Крамськой Іван Миколайович (1837—1887) — художник
- Краснов Петро Миколайович (1869—1947) — російський генерал від кавалерії, отаман Всевеликого Війська Донського, військовий та політичний діяч, письменник та публіцист
- Крилов Іван Андрійович (1769—1844) — поет, байкар
- Крилов Микола Митрофанович (1879—1955) — український математик, механік
- Кругликова Єлизавета Сергіївна (1865—1941) — російська художниця
- Крупський Олександр Кирилович (1845—1911) — професор, хімік-технолог, винахідник.
- Крупська Надія Костянтинівна (1869—1939) — доктор педагогічних наук, радянська суспільна громадська діячка
- Кузнецова Світлана Олександрівна (нар. 1985) — російська тенісистка, заслужений майстер спорту Росії
- Куїнджі Архип Іванович (1842—1910) — художник
- Кукольник Нестор Васильович (1809—1868) — російський письменник, драматург, поет, літературний критик, композитор, видавець, громадський діяч
- Кульман Єлизавета Борисівна (1808—1825) — російська та німецька поетеса, перекладачка
- Кунін Володимир Володимирович (1927—2011) — російський письменник, сценарист
- Купрін Олександр Іванович (1870—1938) — письменник
- Курбатов Володимир Якович (1878—1957) — мистецтвознавець, історик архітектури, хімік, інженер — технолог, перший директор музею садово-паркового мистецтва
- Кустодієв Борис Михайлович (1878—1927) — художник
- Кутузов Михайло Ілларіонович (1745—1813) — російський полководець і дипломат, генерал-фельдмаршал і світлійший князь
- Куфальдт Георг Фрідріх (1853—1938), паркобудівник, садівник
- Кюхельбекер Вільгельм Карлович (1797—1846) — декабрист, літератор, відставний колезький асесор

## Л
- Лавров Кирило Юрійович (1925—2007) — радянський та російський актор театру і кіно
- Ламанський Володимир Іванович (1833—1914) — російський філолог, етнограф, історик, академік Петербурзької АН
- Ланґе Микола Миколайович (1858—1921) — український та російський психолог німецького походження
- Ландау Лев Давидович (1908—1968) — науковець, фізик, нобелівський лауреат з фізики
- Лансере Євген Євгенович (1875—1946) — графік і живописець
- Ланьков Андрій Миколайович (нар. 1963) — російський сходознавець, фахівець з Кореї, кандидат історичних наук
- Лебедєв Володимир Олександрович (1881—1947) — російський пілот, власник кількох авіаційних заводів в Російській імперії
- Олександр Леблон (1679—1719) — садівник, ландшафтний архітектор доби бароко
- Леваневський Сигізмунд Олександрович (1902—1937) — льотчик, Герой Радянського Союзу
- Левінсон-Лессинг Франц Юлієвич (1861—1939) — російський і радянський вчений-петрограф
- Левицький Дмитро Григорович (1735—1722) — художник
- Левичев Микола Володимирович (нар. 1953) — російський політичний діяч, голова політичної партії «Справедлива Росія» (2011—2013)
- Леонова Альона Ігорівна (нар. 1990) — російська фігуристка
- Лермонтов Михайло Юрійович (1814—1841) — поет
- Ліхачов Дмитро Сергійович (1906—1999) — науковець, літературознавець, філолог, державний діяч
- Лозинський Михайло Леонідович (1886—1955) — поет, перекладач
- Ломоносов Михайло Васильович (1711—1765) — поет, науковець, хімік, художник-мозаїчист
- Лосенко Антон Павлович (1737—1773) — художник
- Лотман Юрій Михайлович (1922—1993) — радянський літературознавець, культуролог та семіотик
- Луначарський Анатолій Васильович (1875—1933) — державний діяч
- Лунін Михайло Сергійович (1787—1845) — масон, декабрист, підполковник лейб-гвардії Гродненського полку
- Лур'є Віра Йосипівна (1901—1998) — російська поетеса
- Львов Миколай Олександрович (1751—1803) — науковець, поет, архітектор доби класицизму
- Лядов Анатолій Костянтинович (1855—1914) — російський композитор, диригент і педагог

## М
- Макарова Ксенія Олегівна (нар. 1992) — російська фігуристка
- Малафєєв В'ячеслав Олександрович (нар. 1979) — російський футболіст
- Філіп Малявін (1869—1940) — художник
- Мандельштам Осип Емільович (1891—1938) — поет
- Манізер Матвій Генріхович (1891—1966) — російський скульптор
- Маренникова Катерина Олександрівна (1982) — російська гандболістка, олімпійська медалістка
- Маркова Рімма Меєрівна (1951) — російський і шведський поет і прозаїк
- Анна Марлі (1917—2006) — французька співачка і автор пісень російського походження
- Мартос Іван Петрович (1754—1835) — скульптор доби класицизму
- Маршак Самуїл Якович (1887—1964) — письменник, поет, перекладач
- Матіясевич Юрій Володимирович (нар. 1947) — радянський і російський математик
- Медведєв Дмитро Анатолійович (нар. 1965) — російський державний і політичний діяч, третій Президент Російської Федерації (2008—2012), з 2012 — Голова Уряду Російської Федерації
- Медведєва Світлана Володимирівна (нар. 1965) — дружина третього Президента Росії Дмитра Медведєва
- Мейєрхольд Всеволод Емільйович (1874—1940) — театральний актор і режисер
- Меллер Вадим Георгійович (1884—1962) — радянський український художник-авангардист, ілюстратор та архітектор, заслужений діяч мистецтв УРСР
- Менделєєв Дмитро Іванович (1834—1907) — науковець, хімік
- Менжинський В'ячеслав Рудольфович (1874—1934) — радянський партійний діяч, чекіст
- Меншиков Олександр Данилович (1673—1729) — державний діяч
- Мережковський Дмитро Сергійович (1865—1941) — російський письменник, поет, релігійний філософ
- Мечников Лев Ілліч (1838—1888) — російський географ і соціолог
- Микола I (1796—1855) — російський імператор (1825—1855)
- Микола II (1868—1918) — російський імператор (1894—1917)
- Милорадович Михайло Андрійович (1771—1825) — російський військовий діяч, генерал
- Миронов Сергій Михайлович (нар. 1953) — російський політичний і державний діяч
- Михайлів Володимир Якович — підполковник Дієвої армії УНР[1]
- Михайлів Олександр Павлович (1868–?) — генерал-поручник Армії УНР[1]
- Ніколо Мікетті (1675—1759) — садівник, архітектор доби бароко
- Мікешин Михайло Йосипович (1835—1896) — російський скульптор доби капіталізму
- Міллер Олексій Борисович (нар. 1962) — голова правління ВАТ «Газпром»
- Адам Міцкевич (1798—1855) — польський поет, діяч національно-визвольного руху
- Мозгов Тимофій Павлович (нар. 1986) — російський баскетболіст, олімпійський медаліст
- Мравінський Євген Олександрович (1903—1988) — російський диригент, народний артист СРСР
- Муравйов-Апостол Сергій Іванович (1795—1826) — декабрист

## Н
- Набоков Володимир Володимирович (1899—1977) — російський і американський письменник
- Нагієв Дмитро Володимирович (нар. 1967) — російський актор, музикант, шоумен і телеведучий
- Направник Едуард Франчевич (1839—1916) — композитор, диригент
- Наришкін Сергій Євгенович (нар. 1954) — російський державний діяч
- Нейолова Марина Мстиславівна (нар. 1947) — російська актриса
- Некрасов Микола Віссаріонович (1879—1940) — російський політичний діяч, інженер. Останній генерал-губернатор Фінляндії.
- Несіс Геннадій Юхимович (нар. 1947) — російський шахіст, шаховий журналіст
- Сєва Новгородцев (нар. 1940) — радіоведучий російської служби Бі-Бі-Сі

## О
- Оболенський Олександр Миколайович (1872—1924) — російський князь, державний діяч, генерал-майор
- Образцова Олена Василівна (1939—2015) — радянська співачка (мецо-сопрано), педагог і актриса, народна артистка СРСР
- Овчинников Всеволод Володимирович (нар. 1926) — радянський і російський журналіст і письменник
- Огарьов Микола Платонович (1813—1877) — російський поет, публіцист, революційний діяч
- Огородников Кирило Федорович (1900—1985) — радянський астроном, заслужений діяч науки РРФСР
- Оленін Олексій Миколайович (1763—1843) — перший директор Імператорської Публічної бібліотеки, знавець бібліотечної справи
- Орбелі Йосип Абгарович (1887—1961) — науковець, мистецтвознавець
- Орбелі Леон Абгарович (1882—1958) — науковець, фізіолог, академік, вице-президент АН СРСР
- Орбелі Рубен Абгарович (1880—1943) — науковець, юрист, професор, засновник підводної археології в СРСР
- Ордовський Михайло Львович (нар. 1941) — радянський і російський режисер-постановник і сценарист
- Осипов Василь Миколайович (1917—1991) — радянський військовий льотчик часів Другої світової війни, гвардії майор, двічі Герой Радянського Союзу
- Остащенко-Кудрявцев Борис Павлович (1877—1956) — астрометрист-картограф, професор, заслужений діяч наук УРСР
- Островська Тетяна Лазарівна (нар. 1949) — радянський, російський та американський композитор
- Георг Острогорський (1902—1976) — сербський науковець
- Георг Отс (1920—1975) — естонський оперний і естрадний співак (ліричний баритон)
- Ошенков Олег Олександрович (1911—1976) — радянський футболіст, тренер

## П
- Павлов Іван Петрович (1849—1936) — науковець, фізіолог
- Л. Пантелєєв (1908—1987) — російський письменник
- Петро І (1672—1725) — московський цар, з 1721 р. — імператор Російської імперії
- Петров Андрій Павлович (1930—2006) — радянський композитор
- Піотровський Михайло Борисович (нар. 1944) — науковець, музеєзнавець, директор Державного Ермітажу
- Полєнов Василь Дмитрович (1844—1927) — художник
- Маріус Петіпа (1818—1910) — артист балету і балетмейстер, викладач
- Попов Олександр Степанович (1859—1906) — російський фізик та електротехнік, один з винахідників радіо
- Пореченков Михайло Євгенович (нар. 1969) — російський актор театру та кіно, телеведучий і режисер
- Пришвін Михайло Михайлович (1873—1954) — письменник
- Феофан Прокопович (1681—1736) — церковний діяч, богослов, письменник
- Пропп Володимир Якович (1895—1970) — російський і радянський вчений, філолог-фольклорист
- Пунін Микола Миколайович (1888—1953) — мистецтвознавець
- Пустовалов Олександр Іванович (нар. 1937) — український військовий диригент
- Пушкін Олександр Сергійович (1799—1837) — поет

## Р
- Карло Бартоломео Растреллі (1675—1744) — садівник, скульптор, архітектор доби бароко, майстер ливарної справи
- Вартоломей Растреллі (1700?–1771) — садівник, архітектор доби бароко
- Рахманінов Сергій Васильович (1873—1943) — піаніст, композитор, диригент
- Ребіндер Петро Олександрович (1898—1972) — радянський фізико-хімік
- Рєпін Ілля Юхимович (1844—1930) — художник
- Антоніо Рінальді (1710?–1794) — архітектор доби рококо і класицизму
- Рикачов Михайло Олександрович (1840—1919) — географ
- Розумовський Олексій Григорович (1709—1771) — державний діяч
- Розумовський Кирило Григорович (1728—1803) — державний діяч
- Ян Роозен — садівник, ландшафтний архітектор
- Олександр Рослін (1718—1793) — художник
- Россі Карло Іванович (1775—1849) — архітектор доби класицизму
- П'єтро Ротарі (1707—1762) — художник доби рококо
- Рум'янцев Михайло Миколайович (1901—1983) — радянський клоун, Герой Соціалістичної Праці
- Луїджі Руска (1762—1822) — архітектор доби класицизму

## С
- Саленко Олег Анатолійович (нар. 1969) — український та російський футболіст
- Салтиков-Щедрін Михайло Євграфович (1826—1889) — письменник
- Сальников Володимир Валерійович (нар. 1960) — радянський плавець, олімпійський чемпіон
- Самойлов Євген Валеріанович (1912—2006) — радянський актор, народний артист СРСР
- Самойлова Тетяна Євгенівна (1934—2014) — російська радянська акторка
- Свинін Борис Олександрович (1938—1994) — російський радянський скульптор, майстер фонтанної скульптури
- Семенов Олександр Михайлович (1922—1984) — пейзажист
- Семенов-Тянь-Шанський Петро Петрович (1827—1914) — науковець, колекціонер
- Семенова Марина Тимофіївна (1908—2010) — російська балерина, балетмейстер, народна артистка СРСР
- Семенова-Тянь-Шанська Ольга Ізмаїлівна (1911—1970) — шахістка внучка Семенова-Тянь-Шанського відомого дослідника
- Генрик Семирадський (1843—1902) — художник
- Сергеєв Костянтин Михайлович (1910—1992) — російський та радянський артист балету, балетмейстер, педагог, народний артист СРСР
- Серебрякова Зінаїда Євгенівна (1864—1967) — жінка художник
- Ігор Сєверянин (1887—1941) — російський поет «Срібної доби»
- Сєров Валентин Олександрович (1865—1911) — художник
- Сєров Олександр Миколайович (1820—1871) — російський композитор
- Симонов Костянтин Михайлович (1915—1979) — російський письменник (поет, прозаїк, драматург, перекладач), журналіст і громадський діяч
- Симонов Микола Костянтинович (1901—1973) — радянський актор театру і кіно
- Скардіно Надія Валеріївна (нар. 1985) — білоруська біатлоністка
- Слонімський Сергій Михайлович (нар. 1932) — російський радянський композитор, музикознавець, піаніст, педагог
- Смирнов Володимир Іванович (1887—1974) — російський і радянський математик
- Смирнов Станіслав Костянтинович (нар. 1970) — російський математик
- Соболєв Сергій Львович (1908—1989) — радянський математик
- Собчак Ксенія Анатоліївна (нар. 1981) — російська телеведуча, дочка першого мера Санкт-Петербурга Анатолія Собчака
- Соколов Григорій Ліпманович (нар. 1950) — російський піаніст
- Соколов Максим Анатолійович (нар. 1972) — російський хокеїст
- Соколов Олександр Сергійович (нар. 1949) — радянський та російський музикознавець та педагог, міністр культури та масових комунікацій Російської Федерації в 2004—2008 роках
- Соловйов-Сєдой Василь Павлович (1907—1979) — російський композитор, народний артист СРСР
- Сологуб Федір Кузьмович (1863—1927) — російський поет, прозаїк, драматург
- Сомов Костянтин Андрійович (1869—1936) — російський художник і графік
- Софроницький Володимир Володимирович (1901—1961) — піаніст
- Спаський Борис Васильович (нар. 1937) — радянський і французький шахіст, десятий чемпіон світу з шахів (1969—1972)
- Стариков Микола Вікторович (нар. 1970) — російський письменник, публіцист, блогер
- Старов Іван Єгорович (1744—1808) — архітектор доби класицизму
- Стасов Володимир Васильович (1824—1906) — російський музичний та художній критик, публіцист
- Стасова Олена Дмитрівна (1873—1966) — російська та радянська революціонерка
- Столбова Ксенія Андріївна (нар. 1992) — російська фігуристка
- Суриков Василь Іванович (1848—1916) — художник

## Т
- Таубе Михайло Олександрович (1869—1961) — російський юрист-міжнародник, історик, дипломат, державний діяч
- Твердянська Лідія Олександрівна (1912—1984) — український скульптор
- Термен Лев Сергійович (1896—1993) — російський винахідник
- Толстой Олексій Костянтинович (1817—1875) — російський письменник, поет, драматург
- Тома де Томон (1760—1813) — художник-графік і архітектор доби класицизму
- Тон Костянтин Андрійович (1794—1881) — російський архітектор
- Доменіко Трезіні (1670—1734) — архітектор доби бароко
- Тургенєв Іван Сергійович (1818—1883) — письменник
- Тютчев Федір Іванович (1803—1873) — поет, дипломат

## У
- Уваров Олексій Сергійович (1825—1884) — російський археолог, внук гетьмана Розумовського
- Уланова Галина Сергіївна (1910—1998) — російська балерина
- Ургант Іван Андрійович (нар. 1978) — російський актор, телеведучий, музикант
- Урусевський Сергій Павлович (1908—1974) — радянський і російський кінооператор, сценарист, кінорежисер

## Ф
- Карл Фаберже (1846—1920) — ювелір
- Етьєн Моріс Фальконе (1716—1791) — скульптор доби рококо і класицизму
- Федосєєв Володимир Іванович (нар. 1932) — диригент
- Леонід Федоров (1879—1935) — екзарх Російської греко-католицької церкви
- Феклістов Олександр Васильович (нар. 1955) — актор театру і кіно, режисер, сценарист
- Юрій Фельтен (1730—1801) — архітектор доби класицизму
- Ферсман Олександр Євгенович (1883—1945) — геохімік і мінералог
- Фесіков Сергій Васильович (1989) — плавець, олімпійський медаліст
- Джон Філд (1782—1937) — піаніст, композитор
- Флоринський Тимофій Дмитрович (1854—1919) — славіст і візантолог російського походження
- Фок Володимир Олександрович (1898—1974) — радянський фізик-теоретик
- Фокін Михайло Михайлович (1880—1942) — російський і американський соліст балету й хореограф
- Фонвізін Деніс Іванович (1744—1792) — поет
- Джованні Маріо Фонтана (1670—1712?) — архітектор доби бароко
- Франк Ілля Михайлович (1908—1990) — радянський фізик, лауреат Нобелівської премії з фізики (1958)
- Фрейндліх Аліса Брунівна (нар. 1934) — російська актриса
- Фрейндліх Бруно Артурович (1909—2002) — радянський актор театру і кіно
- Фрид Григорій Самуїлович (1915—2012) — радянський і російський композитор, художник
- Фрідман Олександр Олександрович (1888—1925) — російський і радянський математик, фізик і геофізик

## Х
- Хабенський Костянтин Юрійович (1972) — російський актор театру та кіно
- Халіфман Олександр Валерійович (1966) — російський шахіст, гросмейстер. Чемпіон світу за версією ФІДЕ 1999 року
- Харитон Юлій Борисович (1904—1996) — фізик, головний конструктор атомного проекту
- Харкевич Олександр Олександрович (1904—1965) — російський фізик-кібернетик, учений у галузі електрозв'язку та електроакустики
- Хармс Даниїл Іванович (1905—1942), російський письменник і поет, прозаїк, драматург

## Ц
- Цой Віктор Робертович (1962—1990) — художник, поет, культовий радянський рок-виконавець 1980-х років, легенда молодіжної культури 80-х років

## Ч
- Чайковський Петро Ілліч (1840—1893) — композитор
- Чевакинський Савва Іванович (1713—1774?) — архітектор доби бароко
- Черкасов Микола Костянтинович (1903—1966) — радянський актор театру і кіно
- Чернов Дмитро Костянтинович (1839—1921) — російський учений в області металургії
- Доменіко Чімароза (1749—1801) — італійський композитор, придворний капельмейстер Катерини ІІ.
- Чичерін Георгій Васильович (1872—1936) — державний діяч
- Чуковський Корній Іванович (1882—1969) — поет, письменник, перекладач і літературознавець

## Ш
- Шаляпін Федір Іванович (1873—1938) — оперний співак
- Шатков Геннадій Іванович (1932—2009) — радянський боксер, олімпійський чемпіон
- Шевченко Тарас Григорович (1814—1861) — український поет, письменник, художник, графік, громадський діяч
- Йоган-Ґоттфрід Шедель (1680—1752) — архітектор доби бароко
- Шехтель Федір Осипович (1859—1926) — архітектор, живописець
- Шилінговський Павло Олександрович (1881—1942) — художник
- Шишкін Іван Іванович (1832—1898) — художник
- Шкловський Віктор Борисович (1893—1984) — російський письменник, літературознавець, кінодраматург
- Андреас Шлютер (1662?–1714) — скульптор, архітектор доби бароко
- Алекс Шнайдер (1968) — канадський мільярдер
- Шнуров Сергій Володимирович (нар. 1973) — російський музикант, актор, телеведучий, художник і композитор
- Шокальський Юлій Михайлович (1856—1940) — російський океанограф
- Шостакович Дмитро Дмитрович (1906—1975) — російський композитор, піаніст, педагог, народний артист СРСР
- Шостакович Максим Дмитрович (нар. 1938) — російський диригент та піаніст
- Шретер Віктор Олександрович (1839—1901) — архітектор петербурзької і німецької шкіл
- Штакеншнейдер Андрій Іванович (1802—1865) — російський архітектор доби капіталізму
- Якоб Штелін (1709—1785) — мистецтвознавець, медальєр
- Шубін Федот Іванович (1740—1805) — скульптор доби класицизму
- Шубников Лев Васильович (1901—1937) — фізик
- Шувалов Іван Іванович (1727—1797) — державний діяч

## Щ
- Щербаков Борис Васильович (нар. 1949) — російський актор, народний артист Росії
- Щербакова Маріанна Валентинівна (1910—1991) — кандидат географічних наук, доцент, геоморфолог
- Щигольов Олександр Анатолійович (нар. 1973) — барабанщик Петербурзької панк-рок-групи «Король и Шут»
- Щукін Марк Борисович (1937—2008) — російський археолог

## Ю
- Юрлова Катерина Вікторівна (нар. 1985) — російська біатлоністка, дворазова призерка чемпіонатів Європи з біатлону
- Юсупов Фелікс Феліксович (1887—1967) — російський дворянин, граф, володар будинку мод «Ірфе» в Парижі
- Юткевич Сергій Йосипович (1904—1985) — радянський кінорежисер, театральний режисер, художник, сценарист, актор, театральний педагог

## Я
- Ягудін Олексій Костянтинович (нар. 1980) — російський фігурист, олімпійський чемпіон 2002, чотириразовий чемпіон світу (1998, 1999, 2000 і 2002 роки)
- Якимович Сергій Валентинович (нар. 1982) — російський хокеїст, захисник
- Якимчик Вітольд Вітольдович (1909—1977) — радянський шаховий композитор
- Яковлєв Юрій Якович (1922—1995) — радянський і російський письменник, сценарист, драматург, поет
- Ярин В'ячеслав Миколайович (1883—1968) — російський учений у галузі залізобетону
- Ярмоленко Андрій Миколайович (нар. 1989) — український футболіст
- Ярошенко Микола Олександрович (1846—1898) — російський художник
- Яхнін Рудольф Мойсейович (1938—1997) — російський художник, графік